# 양산 신전리 이팝나무
양산 신전리의 이팝나무는 대한민국 경상남도 양산시 상북면 신전리에 있는 이팝나무이다. 대한민국의 천연기념물 제234호로 지정되어 있다.